# Červená krvinka

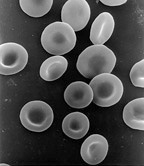
Lidské červené krvinky

Červená krvinka čili erytrocyt (z řec. erythros – červený a kytos – buňka) je nejběžnější krevní buňka. Její funkcí je zejména přenášení kyslíku z plic nebo žaber do ostatních tělních tkání. Obsahují červené krevní barvivo hemoglobin, které se skládá z železité složky (Hemu), která váže kyslík a z bílkovinné složky (globinu). Červená krvinka se „dožívá“ 100–120 dnů.

## Evoluce
Jednoduché červené krvinky se vyskytují již u některých bezobratlých. Pokud je definujeme jako buňky obsahující hemoglobin (Hb) a sloužící k zachytávání kyslíku, pak se vyskytují již v tkáni některých helmintů (hlavatci, Priapulida), kteří ještě nemají cévní soustavu. U měkkýšů obvykle červené krvinky chybí a krevní barviva jsou rozpuštěna v hemolymfě. Kroužkovci (s uzavřenou cévní soustavou) jsou na tom buď stejně, nebo mají vyvinuty červené krvinky. U členovců nebyly červené krvinky nikdy nalezeny. Nižší strunatci obvykle červené krvinky také nemají, ale u obratlovců už vyvinuty jsou.
U ryb, plazů a ptáků jsou erytrocyty oválné s vyvinutým jádrem. U plazů a ryb jsou obvykle širší než u ptáků. Savci mají erytrocyty bez jádra a bikonkávního tvaru – u velbloudovitých jsou však oválné. Velikost se pohybuje od 4 mikrometrů u kozy až po 9,1 mikrometru u slona. V jednom mm³ bývá např. u člověka 4–5 milionů erytrocytů, u holubů však pouhých 2 400 000, naopak u psů až 6 650 000.

## Lidské červené krvinky

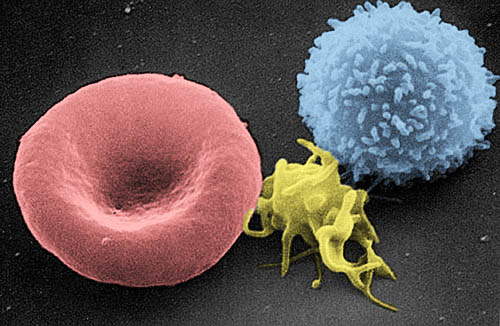
Zleva: Červená krvinka, krevní destička a bílá krvinka (kolorovaná mikrofotografie)

vliv osmotického tlaku na červené krvinky

### Statistické údaje
Lidské červené krvinky jsou menší než většina ostatních lidských buněk: jejich rozměr je přibližně 7,4×2,1 µm. Typická červená krvinka obsahuje zhruba 265 milionů molekul hemoglobinu, z nichž každá obsahuje čtyři hemové skupiny.
Lidé mají zhruba 5·1012 krvinek na 1 litr – ženy kolem 4,8 milionů červených krvinek v 1 μl krve, muži ve stejném objemu asi 5,5 milionů. Červené krvinky jsou nejpočetnější buněčnou složkou krve (1 mm³ obsahuje zhruba 4 až 11 tisíc bílých krvinek a 150 až 400 tisíc krevních destiček). Lidé trvale žijící ve vyšších polohách s nižším obsahem atmosférického kyslíku mají větší množství erytrocytů než lidé z nížin (to může ovlivnit množství bílých krvinek až o 15%). V červených krvinkách zdravého člověka je vázáno cca 3,5 g železa, což je více, než ve všech zbývajících tkáních dohromady.

### Životní cyklus erytrocytů
Jelikož červené krvinky nemají jádra, nedovedou se samy dělit a množit a proto se neustále tvoří v kostní dřeni plochých kostí během procesu nazývaného erytropoéza (v embryu probíhá erytropoéza v játrech). Erytropoéza je stimulována hormonem erytropoetinem, který je tvořen v ledvinách. Vznik červené krvinky trvá zhruba sedm dní a její životnost je 100–120 dnů. Na konci životnosti krvinky je z erytroblastů v kostní dřeni vypuzeno jádro, to na své membráně vystavuje fosfatidylserin a láká makrofágy, které buněčné jádro pomocí DNáz stráví.
Staré či poškozené krvinky jsou pak obklopeny fagocyty, odbourány a jejich stavební materiál je uvolněn zpět do krve. Červené krvinky jsou odstraňovány především ve slezině. Hem z molekul hemoglobinu je vyloučen jako bilirubin.

### Krevní doping
Někteří sportovci zvyšují svůj výkon zvýšením počtu erytrocytů v krvi. Toho mohou dosáhnout dodáním erytropoetinu do těla, který zvýší produkci červených krvinek v kostní dřeni.
Další způsob zvýšení počtu červených krvinek v těle je autotransfúze krve, kdy jsou sportovcům krátce před závodem do krve vpraveny jejich vlastní, dříve odebrané, erytrocyty (ty mohou být při teplotě −78 °C skladovány 5 týdnů).
Zvýšený počet červených krvinek zvyšuje hustotu krve a může ohrozit krevní oběh dopujícího sportovce.